# Uterustransplantation
Eine Uterustransplantation ist ein chirurgischer Eingriff, bei dem eine gesunde Gebärmutter (lateinisch Uterus) in einen Organismus übertragen (transplantiert) wird, bei dem die Gebärmutter fehlt, wie beispielsweise beim Mayer-Rokitansky-Küster-Hauser-Syndrom, oder erkrankt ist.
Als Teil der normalen sexuellen Fortpflanzung von Säugetieren erlaubt eine erkrankte oder fehlende Gebärmutter keine normale embryonale Implantation, wodurch das Weibchen effektiv unfruchtbar ist. Dieses Phänomen wird als absolute Uterusfaktor-Infertilität (AUFI) bezeichnet. Die Uterustransplantation ist eine mögliche Behandlung für diese Form der Unfruchtbarkeit.

## Geschichte

### Studien
Emil Knauer veröffentlichte 1896 als 29-jähriger Assistent von Rudolf Chrobak an der II. Wiener Universitätsfrauenklinik die erste Studie zur Ovarialautotransplantation, die eine normale Funktion beim Kaninchen dokumentierte. 1918 wurden Untersuchungen von Gebärmuttertransplantationen beim Meerschweinchen veröffentlicht. In den Jahren 1964 und 1966 waren Eraslan, Hamernik und Hardy am Medical Center der University of Mississippi in Jackson (Mississippi) die Ersten, die eine Autotransplantation der Gebärmutter beim Hund durchführten und anschließend eine Schwangerschaft mit dieser Gebärmutter erreichten. Im Jahr 2010 demonstrierten Diaz-Garcia und Mitarbeiter der Abteilung für Geburtshilfe und Gynäkologie der Universität Göteborg in Schweden die weltweit erste erfolgreiche allogene Gebärmuttertransplantation bei einer Ratte mit gesundem Nachwuchs.

### Fallberichte

#### Transplantationen
Am 12. September 1931 starb in Deutschland Lili Elbe, eine dänische Intersexuelle, vermutlich an einer Abstoßungsreaktion, einige Monate nachdem sie von Kurt Warnekros in Dresden als viertem Teil von geschlechtsangleichenden Operationen möglicherweise die erste Uterustransplantation der Welt erhielt. Der Eingriff wurde jedoch nie wissenschaftlich publiziert.
Im Jahr 2000 wurde in Saudi-Arabien von Wafa Fagee eine Uterustransplantation von einer 46-jährigen Patientin auf eine 26-jährige Empfängerin vorgenommen, bei der nach einer Geburt aufgrund starker Blutungen eine Hysterektomie vorgenommen werden musste. Der transplantierte Uterus funktionierte 99 Tage. Die Patientin hatte zwei spontane Mentruationszyklen bis eine Amenorrhoe eintrat. Eine explorative Laparotomie bestätigte eine Uterusnekrose, sodass der Uterus wieder entfernt werden musste.
In der medizinischen Fachwelt wurde daraufhin darüber diskutiert, ob die Transplantation tatsächlich als erfolgreich bezeichnet werden könne. Das Vorgehen hat zudem einige moralische und ethische Bedenken aufgeworfen, die in der Literatur diskutiert wurden.
In der Türkei wurde am 9. August 2011 die weltweit erste Gebärmuttertransplantation mit dem Organ einer hirntoten 22-jährigen Spenderin von einem Ärzteteam des Klinikums der Akdeniz-Universität in Antalya durchgeführt. Die 21-jährige Türkin Derya Sert, die ohne Gebärmutter geboren wurde, war die erste Frau in der Geschichte, die eine Gebärmutter von einer verstorbenen Spenderin erhielt. Die Operation, die von Ömer Özkan, Munire Erman Akar und ihrem Team durchgeführt wurde, war die weltweit erste Gebärmuttertransplantation, nach der eine längerfristige Funktion der Gebärmutter erreicht werden konnte. Die Patientin entwickelte 20 Tage nach dem Eingriff einen regelmäßigen Menstruationszyklus und wurde nach Embryotransfer zweimal schwanger. Beide Schwangerschaften endeten jedoch mit einer Fehlgeburt in der Frühschwangerschaft. Der Grund hierfür blieb unklar. Allerdings war die Fähigkeit des Uterus eine Schwangerschaft auszutragen vor der Transplantation nicht bekannt, da die Spenderin kein Kind geboren hatte.
In Schweden wurde 2012 die erste Transplantation von der Mutter auf die Tochter von Ärzten am Sahlgrenska-Universitätskrankenhaus der Universität Göteborg unter der Leitung von Mats Brännström durchgeführt.
Die erste Gebärmuttertransplantation in den Vereinigten Staaten fand am 24. Februar 2016 in der Cleveland Clinic der Case Western Reserve University in Cleveland (Ohio) statt. Aufgrund von Komplikationen musste der Uterus am 8. März 2016 jedoch wieder entfernt werden. Im April 2016 wurde bekannt gegeben, dass eine Infektion durch Candida albicans zu einer Schädigung der lokalen Arterie geführt hatte, welche die Blutversorgung der Gebärmutter beeinträchtigte und deren Entfernung erforderlich machte.
Die erste in Indien durchgeführte Gebärmuttertransplantation fand am 18. Mai 2017 im Galaxy Care Hospital in Pune, Maharashtra, statt. Die 26-jährige Patientin war ohne Gebärmutter geboren worden und erhielt bei der Transplantation die Gebärmutter ihrer Mutter. Am 18. Oktober 2018 wurde, nach IVF im April 2018, das erste Baby per Kaiserschnitt geboren.
In Deutschland wurde am 14. Oktober 2016 am Universitätsklinikum Tübingen die erste Uterustransplantation durchgeführt. Eine 23-jährige Patientin mit Mayer-Rokitansky-Küster-Hauser-Syndrom erhielt das Transplantat von ihrer Mutter. Die Operation erfolgte durch ein multidisziplinäres Ärzteteam des Klinikums unter Leitung von Sara Brucker, Diethelm Wallwiener und Alfred Königsrainer in Kooperation mit dem schwedischen Transplantationsteam unter der Leitung von Mats Brännström. Ein zweiter Transplantationsversuch am Universitätsklinikum Tübingen scheiterte bereits intraoperativ. Ein weiteres Zentrum ist am Universitätsklinikum Erlangen geplant.
Weitere Transplantationen wurden bisher in China, Tschechien und Brasilien durchgeführt.
Im Oktober 2017 gelang es dem schwedischen Team, die Gebärmutter der Spenderin roboter-assistiert laparoskopisch zu entnehmen.

#### Erste Schwangerschaften
Im Oktober 2014 wurde bekanntgegeben, dass zum ersten Mal ein gesundes Baby einer Uterustransplantatempfängerin in Schweden geboren worden ist. Das britische Medizinjournal The Lancet berichtete, dass der 1800 g schwere Junge im September geboren worden ist. Das Baby war mit etwa 32 Wochen vorzeitig per Kaiserschnitt zur Welt gekommen, nachdem die Mutter eine Präeklampsie entwickelt hatte. Die 36-jährige Mutter hatte 2013 eine Gebärmutter von einer 61-jährigen Lebendspenderin in einer Operation unter der Leitung von Mats Brännström, Professor für Geburtshilfe und Gynäkologie an der Universität Göteborg, erhalten. Die Frau hatte gesunde Eierstöcke, war aber ohne Gebärmutter geboren worden, ein Zustand, der etwa eine von 4.500 Frauen betrifft. In die transplantierte Gebärmutter wurde ein Embryo transferiert, der per In-vitro-Fertilisation, der aus einer Eizelle der Frau und dem Sperma ihres Mannes erzeugt wurde. Es wurde eine dreifache Immunsuppression mit Tacrolimus, Azathioprin und Corticosteroiden durchgeführt. Es traten drei leichte Abstoßungsepisoden auf, eine während der Schwangerschaft, die aber alle erfolgreich mit Medikamenten unterdrückt werden konnten.
Im November 2017 wurde das erste Baby nach einer Gebärmuttertransplantation in den USA geboren. Die Geburt erfolgte im Baylor University Medical Center in Dallas, Texas, nach einer Gebärmutterspende von einer nicht gezielten Lebendspenderin.
Im Dezember 2018 wurde in The Lancet von der ersten Geburt nach Transplantation des Uterus einer Verstorbenen an der Universidade de São Paulo in Brasilien berichtet.
In Deutschland wurden die ersten Kinder nach Uterustransplantation im März und Mai 2019 am Universitätsklinikum Tübingen geboren.
Bis April 2019 wurden weltweit 15, einen Monat später bereits 17 Kinder, nach einer Uterustransplantation geboren.

## Prozeduren
Die Uterustransplantation beginnt mit der Operation zur Entfernung der Gebärmutter an der Spenderin. Arbeitstechniken dafür gibt es für Tiere, einschließlich Primaten und seit kurzem auch für Menschen.
Die entnommene Gebärmutter muss möglicherweise gelagert werden, zum Beispiel für den Transport zum Standort des Empfängers. Studien über Kälteischämie/Reperfusion deuten auf eine ischämische Toleranz von mehr als 24 Stunden hin.
Der Empfängerin stehen drei große Operationen bevor. Zunächst einmal erfolgt die Transplantationschirurgie. Wenn eine Schwangerschaft eintritt und die Lebensfähigkeit des Feten erreicht wird, wird ein Kaiserschnitt durchgeführt. Da die Empfängerin mit einer immunsuppressiven Therapie behandelt werden muss, wird nach Abschluss der Familienplanung eine Hysterektomie durchgeführt, um die immunsuppressive Therapie beenden zu können.  Der Uterus ist also nur als temporäres Transplantat gedacht.

## Ethik
Eine Uterustransplantation ist teuer und die Kosten werden nicht von der Krankenversicherung übernommen. Im Gegensatz zu anderen Methoden der Reproduktionsmedizin ist es ein relativ neues und etwas experimentelles Verfahren, das nur von wenigen spezialisierten Chirurgen in ausgewählten Zentren durchgeführt wird und bei dem die damit verbundenen Risiken einer relativ invasiven Organtransplantation, einschließlich Infektion und Organabstoßung, bestehen. Einige Ethiker halten die Risiken für einen lebenden Spender im Gegensatz zu einem postmortalen Spender für zu groß, andere halten das gesamte Verfahren für ethisch bedenklich, zumal die Transplantation kein lebensrettendes Verfahren ist.

### Montreal-Kriterien
Neben der Kostenbetrachtung beinhaltet die Gebärmuttertransplantation auch komplexe ethische Fragen. Das Prinzip der Autonomie unterstützt das Verfahren, während das Prinzip des Primum non nocere dagegen spricht. Um diesem Dilemma zu begegnen, wurden an der McGill University die Montrealer Kriterien für die ethische Vertretbarkeit der Uterustransplantation entwickelt und 2012 in Transplant International veröffentlicht und auf dem 20. Weltkongress der International Federation of Gynecology and Obstetrics im Oktober 2012 in Rom vorgestellt. 2013 wurde in der Zeitschrift Fertility and Sterility ein Update zu den Montreal-Kriterien veröffentlicht und als internationaler Standard für die ethische Durchführung des Verfahrens vorgeschlagen.
Die Kriterien legen Bedingungen für den Empfänger, den Spender und das Gesundheitsteam fest:
1. Die Empfängerin ist eine genetische Frau ohne Gebärmutter, hat keine medizinischen Kontraindikationen zur Transplantation, hat „persönliche oder rechtliche Kontraindikation“ zu anderen Optionen wie Leihmutterschaft oder Adoption. Sie muss bestätigen, dass sie ein Kind will, mutterschaftstauglich, psychisch gesund, wahrscheinlich durch den Eingriff behandlungsfähig ist und die Risiken des Verfahrens versteht.
2. Die Spenderin ist eine Frau im gebärfähigen Alter ohne Kontraindikation zum Eingriff, bei der kein Kinderwunsch mehr besteht oder die einer Spende ihrer Gebärmutter nach ihrem Tod zugestimmt hat. Es wird gefordert, dass es keine Zwänge gibt und die Spenderin sich der Bedeutung bewusst und in der Lage ist, um fundierte Entscheidungen zu treffen.
3. Das Gesundheitsteam gehört zu einer Einrichtung, die das dritte Kriterium von Moore[48] bezüglich der institutionellen Stabilität erfüllt und beiden Parteien, Spenderin und Empfängerin, eine Einwilligung nach entsprechender Aufklärung erteilt haben. Es wird gefordert, dass es keinen Interessenkonflikt gibt. Die Anonymität kann geschützt werden, es sei denn, Empfänger oder Spender verzichten auf dieses Recht.